# BMC Racing Team/2008
Samenstelling van de wielerploeg BMC Racing Team 2008:
| Naam             | Geboortedatum | Nationaliteit    | Ploeg 2007        |
| ---------------- | ------------- | ---------------- | ----------------- |
| Brent Bookwalter | 16-02-1984    | Verenigde Staten |                   |
| Steve Bovay      | 25-11-1984    | Zwitserland      |                   |
| Antonio Cruz     | 31-10-1971    | Verenigde Staten | Discovery Channel |
| David Galvin     | 09-11-1981    | Verenigde Staten |                   |
| Jonathan Garcia  | 10-08-1981    | Verenigde Staten |                   |
| Martin Kohler    | 17-07-1985    | Zwitserland      | Hadimec           |
| Darren Lill      | 20-08-1982    | Zuid-Afrika      | Navigators        |
| Jeff Louder      | 08-12-1977    | Verenigde Staten | Health Net        |
| Ian McKissick    | 20-08-1980    | Verenigde Staten |                   |
| Nathan Miller    | 31-05-1985    | Verenigde Staten |                   |
| Alexandre Moos   | 22-12-1972    | Zwitserland      |                   |
| Scott Nydam      | 09-04-1977    | Verenigde Staten |                   |
| Michael Sayers   | 12-01-1970    | Verenigde Staten |                   |
| Jackson Stewart  | 30-06-1980    | Verenigde Staten |                   |
| Taylor Tolleson  | 13-07-1985    | Verenigde Staten | Team Slipstream   |
| Danilo Wyss      | 26-08-1985    | Zwitserland      | Atlas Romer's     |

2007 · 2008 · 2009 · 2010 · 2011 · 2012 · 2013 · 2014 · 2015 · 2016 · 2017 · 2018 · 2019 · 2020